# Alexandru Țipoia
Alexandru Țipoia (n. 19 septembrie 1914, Micșuneștii Mari, România – d. 9 iulie 1993, Geneva, Geneva, Elveția) a fost un pictor român de origine greco-elvețiană.

## Biografie
Alexandru Țipoia studiază pictura la Academia de Belle-Arte din București, avându-l ca maestru, printre alți profesori, pe pictorul Camil Ressu. Membru al Uniunii Artiștilor Plastici din România de la înființarea acesteia, Țipoia realizează nu numai tablouri, ci și lucrări de artă monumentală și decorativă (mozaic, frescă, tapiserie), restaurează pictura murală din câteva biserici oltenești și frescele din chiliile Mănăstirii Cozia.
Alexandru Țipoia și-a prezentat lucrările în peste 10 expoziții personale în timpul vieții și în alte peste 20 expoziții de grup în țară sau în străinătate - la Roma, Paris, Viena, Stuttgart, Bruges. Opera sa dovedește, potrivit criticului Pavel Șușară, "profesionism fanatic și conștiință artistică insațiabilă, (...) artistul preferând austeritatea, rigoarea morală și prezența publică discretă până la marginea anonimatului".
Contemporan cu Alexandru Ciucurencu (n. 1903), cu Corneliu Baba (n. 1906), cu Ion Țuculescu (n. 1910), Alexandru Țipoia (n. 1914), este, în ordinea vârstei, al patrulea pilon spiritual al artei românești care susține "arhitectura imaginii" secolului XX.
Opera lui Alexandru Țipoia a fost orchestrată ca o simfonie. Complexă prin neliniști și soluții creatoare, uneori simultan complementare și contradictorii, contrapunctică prin construcție spirituală, senină prin exprimare plastică, totdeauna adecvată temei, cu un rafinament intelectual al exprimării elevat, aristocratic, de la creier la mană, procesul de creație trecând prin nenumărate rafinate filtre cultural-artistice, ea s-a alcătuit de la sine într-un univers aparte, inconfundabil, de o rară frumusețe.
Este adevărat că în cazul unor artiști considerați mari, cunoscându-le câteva lucrări, le cunoști întreaga creație de o viață. Nu mai au nimic de spus, de adăugat. Și-au dat întreaga măsură în câteva lucrări, urmând ca toată viața să se repete la infinit. Nu este cazul lui Alexandru Țipoia, care s-a înnoit încontinuu pe parcursul vieții sale, derutând uneori critica de specialitate, derutând publicul și pe toți cei care nu l-au putut urma.
Vedem că ceea ce se vehiculează în publicul larg nu este decât pojghița, imaginea ștearsă, epiderma goală de carne, fără esențe, fără adânciturile care conțin total și iremediabil sensul și motivația existențială a operei.
Alexandru Țipoia este ultimul "clasic modern" al generației sale, legând doua lumi contrare, una apusă și alta în devenire cu tot zbuciumul și angoasa nașterii acestor vremuri.
Atmosfera din picturile lui Al. Țipoia este redusă numai la culoare, umbra și lumina fiind complet excluse. Tonurile au un joc alternat foarte greu, urnit parcă cu trudă, dar tocmai de aceea expresivitatea este mai puternică, mai completă. Această mozaicare expresivă a culorilor, concepută pe plan mare, dă un ritm de mari dimensiuni sensibile. Desenele lui Al. Țipoia sunt elocvente pentru definirea caracterului tehnic al posibilităților sale. Linia utilizată de artist este o linie sumară de expresie locală inserată în suita logică de compoziție. Linia este de identitate, nu de sugestie, de corespondență cu forma reală, stilizată însă până la limitele expresivității.
Alexandru Țipoia este un formalist, fără a ține însă de formalism, prin rațiunea logică a creației și prin conștienta canalizare a emoțiilor artistice. 
Lucrări de Alexandru Țipoia care pot fi văzute în Muzeul Național de Artă al României.
În data de 4 noiembrie 2019 a fost inaugurată în București Casa memorială-muzeu Pictor Alexandru Țipoia, situată în strada Lt. Aviator „Gheorghe Caranda“ nr. 79.

## Expoziții
- 1946 - Expoziție personală la Galeria San Bernardo, Roma
- 1947 - participă la Expoziția de artă plastică românească, Budapesta
- 1956 - participă la Expoziția de grafică românească de la Viena
- 1960 - Expoziția de artă plastică românească de la Helsinki
- 1970 - Expoziția de artă plastică românească de la Stuttgart
- 1973 - participă la Expoziția de pictură românească contemporană de la Buenos Aires, Sao Paolo, Lima
- 1974 - Galeria Du Quesne van Brucken, Castillon du Gard, Franța (expoziție personală)
- 1977 - participă la Expozițiile de artă contemporană românească din Portugalia, Franța și India

## Premii
- 1945 - Mențiunea criticilor și colecționarilor de Artă din București, pentru cea mai bună expoziție a anului
- 1947 - premiul Ministerului Artelor
- 1968 - primește Ordinul Meritul Cultural